# Zygmunt Malak
Zygmunt Malak (ur. 4 października 1923 w Poznaniu, zm. 3 kwietnia 1995 tamże) – polski bokser.

## Kariera sportowa
Był zawodnikiem Warty Poznań w latach 1939–1948.
Startował w Mistrzostwach Europy w Dublinie w 1947 roku, odpadając w ćwierćfinale wagi muszej.
Stoczył 98 walk, 70 wygrał, 9 zremisował i 19 przegrał.
Został pochowany na cmentarzu Miłostowo w Poznaniu (pole 47, kwatera 4).

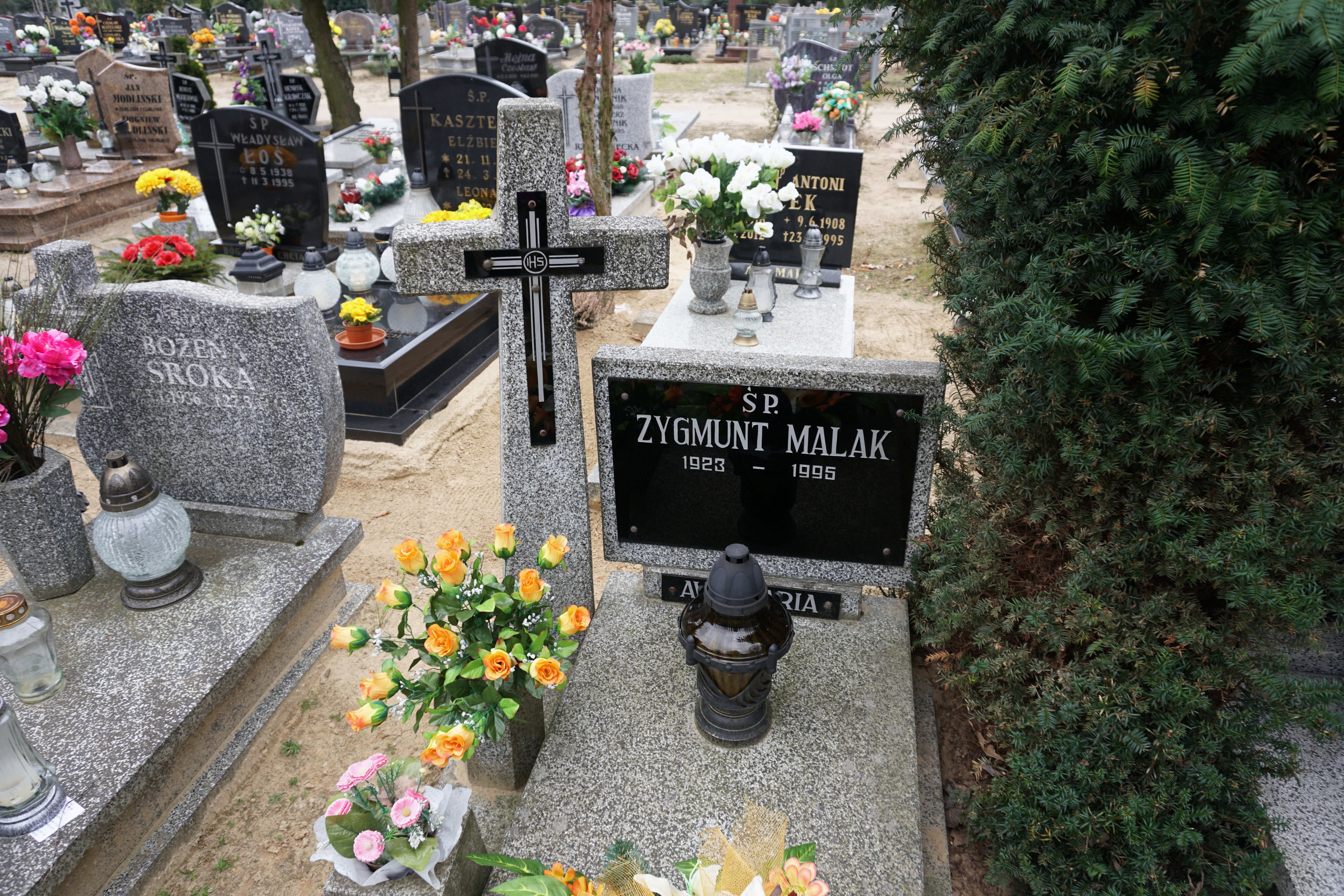
Grób Zygmunta Malaka na cmentarzu Miłostowo w Poznaniu